# Ники Александров
Вижте пояснителната страница за други личности с името Николай Александров.
Николай Александров е български спортен журналист, работещ в Дарик радио от 1997 г., бивш главен редактор на спортния сайт www.gong.bg (2007 – 2019 г.). Един от водещите на Спортното шоу на Дарик и водещ на спортното предаване „Пред стадиона“. От лятото на 2019 година е част от новосъздадената медия dsport.bg, която е нов проект на журналистите, напуснали Спортно шоу „Гонг“, след придобиването на акциите от нов собственик през месец май 2019 г.

## Биография
Александров е роден на 28 август 1973 година в София. Учи последователно във Френската гимназия, 127-о СОУ, и 22-ро СОУ. След завършване на средното образование е приет във ВИТИЗ, където се дипломира в специалност „Кинознание и драматургия“.
Започва работа в частното национално радио „Дарик“, където с колегите си Светлин Давидов и Теодора Славова води музикалното предаване „Четиримата мускетари“, което се излъчва всяка събота вечер. След време преминава от музикалните предавания към спортната журналистика, ставайки част от Спортно шоу „Гонг“.
Присъствието му в Дарик радио продължава дори след като екипът на Томислав Русев напуска радиото на 17 юли 2003 г., за да създаде второто в България спортно радио. Новата радиостанция „Гонг“ стартира в края на месец юли 2003 година, заемайки честотата на радио „Тангра“. От 2003 до 2006 г. е заместник главен редактор на радио „Гонг“. Работи в тандем със създателя на спортно шоу „Гонг“ Томислав Русев. Александров и Русев са дългогодишни коментатори на мачове от Шампионската лига, излъчвани по bTV.
От самото му създаване и старта му през февруари 2007 година, Ники Александров е главен редактор на сайта Gong.bg.
Александров е известен привърженик на ЦСКА (в предаването отговаря за „червения“ клуб). Списва дълги години авторска страница във вестник „Стандарт“, където детайлно анализира българското футболно първенството. Публикува редовно коментари и анализи във вестник „7 дни спорт“.
Отразява редица големи футболни първенства, сред които Евро 2000, Световните футболни финали в Япония и Южна Корея 2002 и в Германия 2006, Европейските първенства в Португалия (2004), Швейцария и Австрия (2008), както и други значими спортни събития – финали в Шампионската лига, финали в турнира за купата на УЕФА, мачове на националния ни тим и други.
От много години редовно отразява подготвителните лагери на ЦСКА. През месец юли 2008 година Александров е поканен за коментар в ефир на забавното предаване по Нова телевизия „Дупка в стената“.
От август 2008 година започва и редовни футболни анализи в българската версия на популярното мъжко списание „Playboy“.
През ноември 2007 година Александров печели наградата за спортна журналистика „Братя Ексерови“ в раздел „Радио“.
През месец ноември 2009 година, сайтът Gong.bg спечелва наградата на публиката в раздел „Медии“ в 10-ото юбилейно издание на „БГ Сайт“.
От началото на 2010 година Ники Александров вече има и различни по тематика спортни и футболни коментари и анализи в обновената версия на българското издание на списание „Max“.
От месец февруари 2011 година започва редовни анализи и коментари всеки петък на страниците на най-популярния спортен в-к „Тема спорт“.
На 15 октомври 2011 година в ефира на ТВ7, като част от предаването „Факторът Кошлуков“, започва редовното участие на Ники Александров в тандем с колегата му от Дарик Радио Иво Райчев. Двамата правят интересната спортна рубрика „Пред банята“ с продължителност 60 минути. Нейното име е взето назаем от едноименното предаване, излъчвано преди години по радио Гонг. От началото на месец март рубриката се трансформира в самостоятелно предаване в понеделник вечер с продължителност 90 минути. В ефира на ТВ7 Александров и Райчев представят най-любопитните спортни и футболни събития от предишните няколко дни.
В началото на 2013 година в екипа на „Пред банята“ влиза и Томислав Русев, а предаването се развива и с петъчно издание, наречено „Преди банята“.
В началото на месец юни 2015 година стартира спортното предаване „Гол“ в ефира на телевизия Bulgaria ON AIR, където Ники Александров продължава своето партньорство с Русев и Касабов. Предаването се излъчва всеки понеделник от 22:00 ч.
От средата на 2016 година Александров, заедно с Томислав Русев започват видеоблога „Без бутонки“, който има по два епизода седмично.
В края на месец май 2019 година, кръг преди края на футболното първенство и няколко дни преди скандала с полиграфа, в който са въвлечени отборите на Черно море и ЦСКА, Ники Александров напуска поста си на главен редактор на Gong.bg. Следва доста шумен скандал, след като изпълнителният директор на „Нетинфо“, собственик на сайта, отказва да подпише заповедта за негово освобождаване в знак на протест срещу новата собственост на Нова Броудкастинг Груп, която държи интернет групата и се обявява против начина, по който е освободен Александров. Няколко седмици текат бурни събития, неговите колеги от Дарик Радио отказват повече да сътрудничат на сайта Gong.bg, като дори променят името на съществуващото в ефир 26 години предаване от Спортно шоу „Гонг“ на Спортното шоу на Дарик радио.
Месец по-късно Ники Александров, заедно с колегите си Томислав Русев, Борис Касабов и Явор Кръстев възобновяват предаването „Пред банята“ в ефира на спортния канал MAX Sport. От есента на 2021 година предаването носи името „Пред стадиона“. През юли 2019 година, Ники и Томислав започват новия си видео проект „С бутонките напред“, в който анализират мачовете на ЦСКА и Левски, минути след тяхното завършване.
На 9 декември 2020 година излиза книгата на Ники Александров „Джони Велинов - моята история“, посветена на живота и кариерата на една от най-големите фигури в цялата история на ЦСКА.
През 2021 година Ники написва книгата „ЦСКА - няма бъдеще без история. 320 въпроса от историята на клуба“, която представлява футболен куиз с въпроси, свързани с отбора.
Съставил е също така и още две куиз-книги: „Италия. Синята футболна мода“ и „Реал Мадрид. Владетелят на Европа“.

## Личен живот
Александров е женен за Поля Александрова, бивш главен редактор на списанията „Грация“ и „Ева“. Негов кум е телевизионният водещ Ники Кънчев.